# Руре
Ру̀ре (на италиански и на окситански: Roure, на италиански се произнася според окситанското произношение, на пиемонтски: Rore, Роре, официално от 1937 до 1939 Roreto, Рорето, от 1939 до 1975 Roreto Chisone, Рорето Кизоне) е община в Метрополен град Торино, регион Пиемонт, Северна Италия. Административен център е село Балма (Balma), което е разположено на 860 m надморска височина. Към 1 януари 2020 г. населението на общината е 789 души, от които 24 са чужди граждани.